# Cratere Picasso
Picasso  è un cratere sulla superficie di Mercurio.